# Christian Julius Wilhelm Schiede
Christian Julius Wilhelm Schiede (Kassel, 3 de fevereiro de 1798 — México, dezembro de 1836) foi um botânico e médico alemão .
Estudou ciência natural e  medicina na Universidade de Berlim e na Universidade de Göttingen, onde obteve seu doutorado em 1825. Logo depois passou a exercer a função de médico em Kassel.
Explorou e coletou na América Central com Ferdinand Deppe (1794-1860) por vários anos, em torno dos anos de 1820. 

## Homenagens
O gêneros botânicos Schiedeella (família Caryophyllaceae) e Schiedea (família Orchidaceae) foram nomeados em sua honra.

## Obras
- Über Bastarde im Pflanzenreich. In: Flora oder Botanische Zeitung; 1824, Nr. 7, S. 97-112.
- De plantis hybridis sponte natis. Göttingen: Cassellis Cattorum, Dissertation 1825.